# Белоусово (Белоусовский сельский совет)
Белоусово (укр. Білоусове) — село в Великоалександровской поселковой общине Бериславского района Херсонской области Украины.
Почтовый индекс — 74114. Телефонный код — 5532. Код КОАТУУ — 6520980301.

## Население
Население по переписи 2001 года составляло 277 человек.

### Языковой состав
Родной язык населения по данным переписи 2001 года:
| Язык       | Численность, чел. | Доля     |
| ---------- | ----------------- | -------- |
| Украинский | 252               | 90,97 %  |
| Русский    | 21                | 7,58 %   |
| Другое     | 4                 | 1,45 %   |
| Итого      | 277               | 100,00 % |

## Местный совет
74114, Херсонская обл., Великоалександровский р-н, с. Белоусово, переул. Советский, 4